# Friedenskirche (Zabrze)

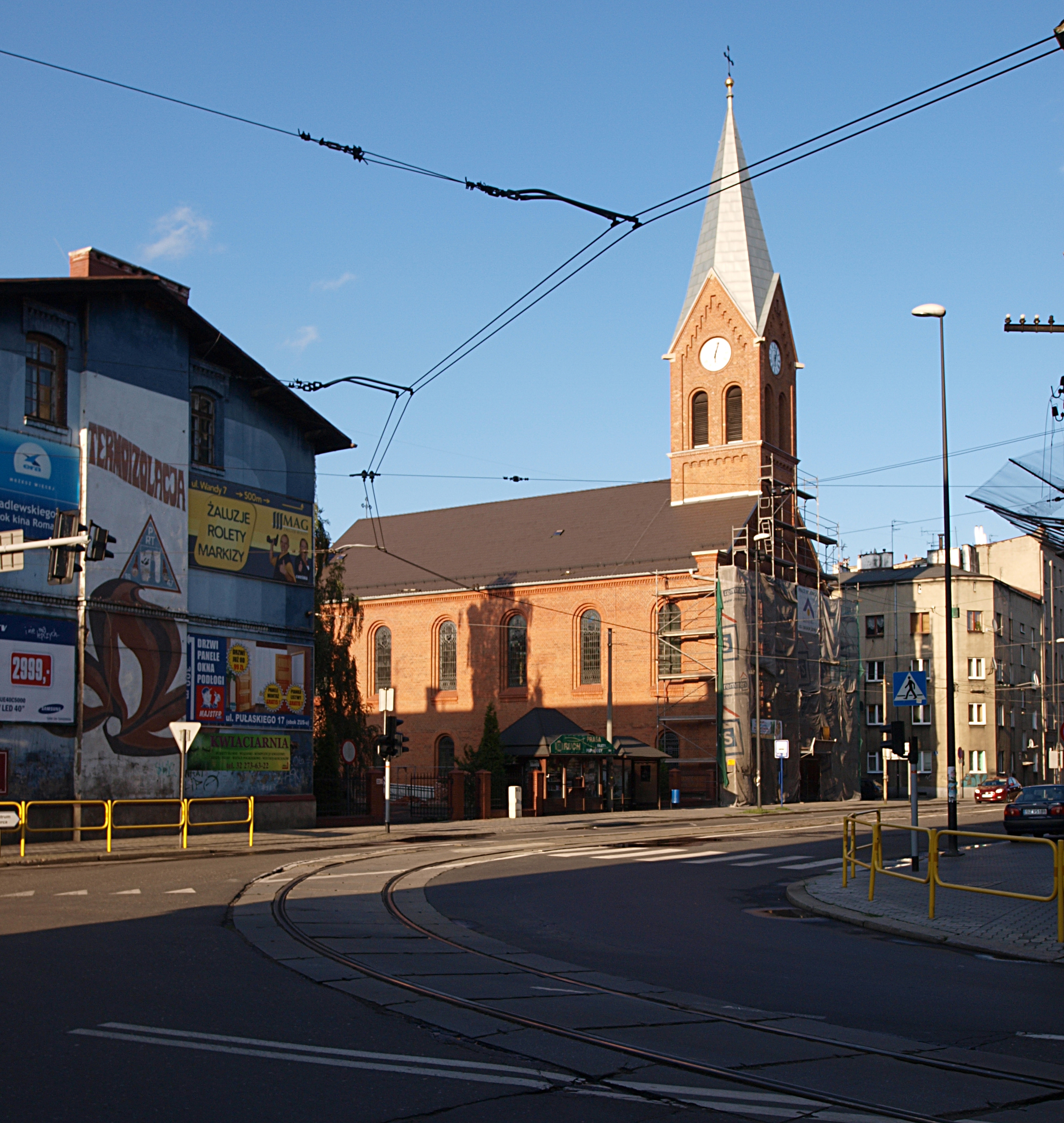
Blick auf die Friedenskirche

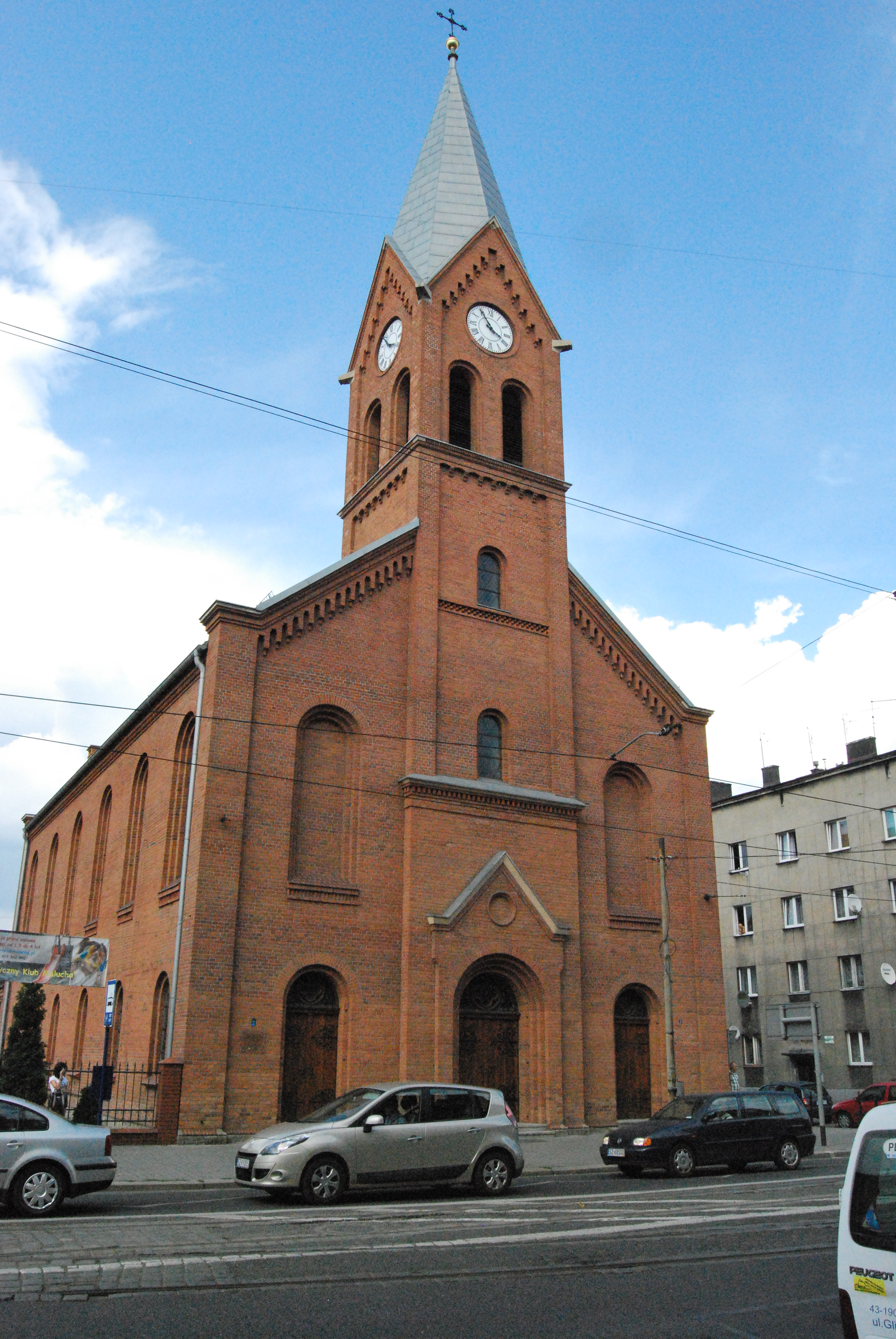
Blick auf die Kirche

Die Friedenskirche im oberschlesischen Zabrze (Hindenburg O.S.) ist eine evangelische Pfarrkirche. Die denkmalgeschützte Kirche im neoromanischen Stil stammt aus der Mitte des 19. Jahrhunderts. Die Friedenskirche gehört der Evangelisch-Augsburgischen Gemeinde in Zabrze (Hindenburg O.S.) an. Sie befindet sich an der Ulica Czesława Klimasa im Stadtteil Centrum Południe (Zentrum Süd).
Zur Gemeinde gehören auch die Evangelische Kirche im Stadtteil Mikulczyce (Mikultschütz) und die Evangelische Kirche im weiter entfernten Kędzierzyn-Koźle (Kandrzin-Cosel).

## Geschichte
Die erste größere Anzahl an Protestanten seit der Gegenreformation entwickelte sich in der Gegend mit der Gründung des staatlichen Kohlebergbaus 1790. Dies führte zum Zuzug von Protestanten aus Sachsen und Niederschlesien, die als Bergbeamte und Arbeiter tätig wurden. Für die Betreuung der örtlichen evangelischen Gläubigen war zunächst die evangelische Kirchengemeinde in Tarnowitz zuständig. Gottesdienste wurden im alten Zechenhaus abgehalten. Ab 1809 war die evangelische Gemeinde von Gleiwitz für die Seelsorge zuständig. Und die Gottesdienste fanden danach in der alten Berginspektion statt.
Im November 1871 wurde bei der Regierung der erste Bauplan für eine Kirche eingereicht. Nach einigen Änderungen der Pläne begann man kurz darauf mit dem Bau durch Baumeister Silber. 1872 wurde den Protestanten eine Kirchenglocke für den zukünftigen Kirchturm geschenkt. Da es schließlich zum Streit zwischen dem Kirchenvorstand und dem Baumeister kam, wurde im August 1872 eine Stilllegung des Baus durch die Regierung verordnet.
Die selbständige evangelisch-lutherische Kirchengemeinde Zabrze wurde am 1. Juni 1873 gegründet und hatte 1367 Gläubige. Damals gab es noch keine einheitliche Gemeinde und verschiedene Orte befanden sich um die Kirche herum. Zu ihr gehörten die Gemeinden Alt-Zabrze, Klein-Zabrze, Dorotheendorf, Zaborze, Zaborze-Poremba, Biskupitz, Mikultschütz, Mathesdorf und Sosnitza. Bereits 1873 begann auch wieder der Bau des Gotteshauses. Im August 1874 wurde der Bau fertiggestellt, am 3. August wurde das Kreuz auf den Kirchturm gesetzt und die Kirche am 25. Oktober 1874 geweiht. Sie wurde nach dem abgeänderten Entwurf des Regierungs- und Baurates Kronenberg ausgeführt. Im Herbst 1879 wurde das evangelische Pfarrhaus fertiggestellt. 1905 wurde eine zweite Kirche für die evangelische Gemeinde erbaut: Die Königin-Luise-Gedächtniskirche in Zaborze (heute nicht mehr existent). 2001 wurde die Kirche restauriert und 2002 wurde die Orgel restauriert.

## Architektur
Bei der Friedenskirche handelt es sich um ein neoromanisches Bauwerk mit einer Fassade aus hellroten Ziegelsteinen ohne Dekorationselemente. Gegliedert wird die Fassade durch Vertiefungen. Sie besitzt einen einzelnen Kirchturm.